# Jeppe Okkels
Jeppe Møldrup Okkels (Silkeborg, 27 luglio 1999) è un calciatore danese, attaccante del Preston N.E..

## Caratteristiche tecniche
È un'ala sinistra.

## Carriera

### Club
Cresciuto nel settore giovanile del Silkeborg, ha esordito in prima squadra il 28 maggio 2016 disputando l'incontro di 1. Division vinto 5-0 contro il Vejle.

### Nazionale
Ha giocato in tutte le nazionali giovanili danesi comprese tra l'Under-16 e l'Under-21.

## Statistiche
Statistiche aggiornate al 10 gennaio 2020.

### Presenze e reti nei club
| Stagione        | Squadra         | Campionato      | Campionato | Campionato | Coppe nazionali | Coppe nazionali | Coppe nazionali | Coppe continentali | Coppe continentali | Coppe continentali | Altre coppe | Altre coppe | Altre coppe | Totale | Totale | Totale |
| Stagione        | Squadra         | Comp            | Pres       | Reti       | Comp            | Pres            | Reti            | Comp               | Pres               | Reti               | Comp        | Pres        | Reti        | Pres   | Reti   |        |
| --------------- | --------------- | --------------- | ---------- | ---------- | --------------- | --------------- | --------------- | ------------------ | ------------------ | ------------------ | ----------- | ----------- | ----------- | ------ | ------ | ------ |
| 2015-2016       | Silkeborg       | 1D              | 1          | 0          | CD              | 0               | 0               |                    | -                  | -                  |             | -           | -           | 1      | 0      |        |
| 2016-2017       | Silkeborg       | SL              | 4+3        | 0          | CD              | 1               | 0               |                    | -                  | -                  |             | -           | -           | 8      | 0      |        |
| 2017-2018       | Silkeborg       | SL              | 18+6       | 0+1        | CD              | 3               | 1               |                    | -                  | -                  |             | -           | -           | 27     | 1      |        |
| 2018-2019       | Silkeborg       | 1D              | 31         | 6          | CD              | 3               | 2               |                    | -                  | -                  |             | -           | -           | 34     | 8      |        |
| 2019-2020       | Silkeborg       | SL              | 23+6       | 3+0        | CD              | 4               | 0               |                    | -                  | -                  |             | -           | -           | 33     | 6      |        |
| Totale carriera | Totale carriera | Totale carriera | 92         | 10         |                 | 11              | 3               |                    | -                  | -                  |             | -           | -           | 103    | 13     |        |

## Palmarès

### Club

#### Competizioni nazionali
- 1. Division: 1

Silkeborg: 2018-2019